# Лисенко Віктор Миколайович
Лисенко Віктор Миколайович (10 грудня 1961, с. Жадове, Чернігівська область, Україна) — хірург вищої атестаційної категорії, кандидат медичних наук, доцент кафедри хірургії та судинної хірургі НУОЗ України імені П. Л. Шупика, лікар-хірург в Ірпінській центральній міській лікарні, хірург у Центрі лікування ожиріння і метаболічних розладів Крестянова М. Ю. та Лисенка В. М.
Член Української асоціації баріатричної хірургії (UABS), Міжнародної федерації хірургії і метаболічних порушень (IFSO), Української асоціації метаболічної медицини (УАММ). Має понад 40 років стажу роботи за спеціальністю.

## Дитинство
Віктор Миколайович Лисенко народився 10 грудня 1961 року в селі Жадове Чернігівської області. Там жив до закінчення школи у віці 16 років, після чого переїхав до Києва.  
Батько Микола (1928–1995 рр.) був економістом, працював у колгоспі. Мати (1932–2021 рр.) була медичною сестрою, лаборанткою. Можливо, саме її діяльність вплинула на майбутній вибір професії Віктора Миколайовича.

## Навчання
У 1978 році вступив до Київського медичного інституту (нині — Національний медичний університет імені О. О. Богомольця).  
На вибір хірургії як спеціальності вплинула перша лікарська практика, на яку студенти виїжджали за межі Києва. Лисенко тоді потрапив до Білої Церкви, що на Київщині. Практика передбачала цикли тісного знайомства з різними спеціалізаціями: тиждень хірургії, тиждень терапії, тиждень акушерської гінекології тощо. Студенти могли оцінити, що їм більше до душі. На тому етапі Лисенко ухвалив до себе рішення, що його цікавить загальна хірургія, адже, за словами Віктора Миколайовича, хірургічне лікування — це рукоділля: воно ефектне, ефективне й швидке. 
На першому лікувальному факультеті Київського медінституту з Віктором Миколайовичем навчалися близько 200 студентів. На цю кількість людей у виші виділяли лише 30 місць для вивчення хірургії, тож для вступу на спеціалізацію треба було пройти конкурс. Для цього студент мав бути вмотивований, мати бал вищий за середній, а також призові місця на загальноукраїнських олімпіадах хірургічного профілю на 4-5 курсах, які тоді вони проводились серед медінститутів. Серед іншого, Лисенко посів призове місце на четвертому курсі, тому вже на шостому його зарахували до субординатури з хірургії. 
Викладачі були вимогливими до майбутніх хірургів: якщо студенти готувалися до занять лише за підручниками, їм ставили 2 бали за заняття. Для вищого балу — 4 чи 5 — студенти мусили додатково читати науково-практичні журнали в бібліотеках. Лисенко зі вдячністю згадує про таку методику викладання й мотивування: завдяки цьому він і досі має звичку щонайменше щотижня читати актуальні наукові дослідження, завжди розвиватися.
Серед викладачів Віктора Миколайовича були:
- Василь Дмитрович Братусь, академік, завідувач кафедри, колишній міністр охорони здоров’я;
- Андрій Корнійович Мендель, доцент кафедри факультетської хірургії, куратор із хірургії у Віктора Миколайовича;
- Іван Іванович Бобрик, доцент, завідувач кафедри нормальної анатомії;
- Макар Петрович Черенько, професор, завідувач кафедри хірургії стоматологічного факультету;
- Віталій Миколайович Мальцев, теперішній доцент кафедри хірургії Університету Богомольця.

На шостому курсі Віктор Миколайович асистував Віталію Миколайовичу Мальцеву на операціях. З дозволу викладача Лисенко самостійно, ще будучи студентом, виконав приблизно 12 апендектомій. 
На інтернатуру Віктора Миколайовича спочатку направили до Лікарні для вчених, що в Києві. Однак ректор Київського медінституту Семен Семенович Лаврик особисто розпорядився змінити розподілення для Лисенка, щоб обравши для нього Київську міську клінічну лікарню швидкої медичної допомоги, яка на той момент тільки будувалася, адже саме в цьому медичному закладі молодий хірург міг здобути неоціненний досвід. 
Спочатку Лисенко рік попрацював в інтернатурі в Київській міській клінічній лікарні №12, у єдиному Центрі шлунково-кишкових кровотеч у місті Києві. Вже 1 серпня 1984 року Лисенка закріпили за Лікарнею швидкої допомоги, яка офіційно відкрилась лише у квітні 1985 року. Інтернатура повинна була закінчитись у липні 1985 року, однак уже в квітні з Лікарні №12, ще інтерна, Віктора Миколайовича відправили до Лікарні швидкої допомоги, у відділення, яке також опікувалося шлунково-кишковими кровотечами. 
В інтернатурі Лисенко був оточений плеядою Василя Братуся, зокрема серед наставників був доцент та академік Петро Дмитрович Фомін.

## Робота
Після того як була організована кафедра Інституту удосконалення лікарів в університеті імені Шупика (нині — Національний університет охорони здоров’я України імені Платона Лукича Шупика), туди прийшов знаменитий хірург з Інституту хірургії імені Шалімова Ярослав Володимирович Гоєр, який очолив кафедру невідкладних станів. У 1989 році Ярослав Володимирович запропонував Лисенкові вступити на очну аспірантуру, адже бачив у молодому лікареві науковий потенціал. Віктор Миколайович дослухався до поради та вступив в аспірантуру до Інституту удосконалення лікарів того самого року. Працює там і досі.   
Паралельно з навчанням в аспірантурі Лисенко працював лікарем-хірургом у Лікарні швидкої допомоги, де й збирав матеріали для майбутньої наукової роботи. У 1993 році захистив кандидатську дисертацію на тему «Хірургічна корекція рефлюкс-езофагіту у хворих ускладненою виразковою хворобою ДПК». 
За часів СРСР Віктор Миколайович отримав кілька патентів на методики лікування, тоді ще у Москві. Наразі має патенти на методи лікування, що зареєстровані вже в Україні.
У 1993 році, після захисту кандидатської дисертації, Віктора Миколайовича призначили завідувачем відділення бригад швидкого реагування Київського науково-практичного об’єднання швидкої медичної допомоги та медицини катастроф. У тому самому році Лисенка призначили на посаду заступника директора Київської міської клінічної лікарні №1. Згодом Віктора Миколайовича призначили завідувачем хірургічного відділення №4 Київської міської клінічної лікарні. Лисенко працював на цій посаді до 1998 року. 
Віктор Миколайович, бувши завідувачем відділення, також був наставником для теперішнього Командувача Медичних сил Збройних Сил України та директора Київської міської клінічної лікарні №8 Ігоря Петровича Хоменка. 
У 1998 році Віктору Миколайовичу запропонували перейти працювати до Медичного університету імені Богомольця (нині — Національний медичний університет імені О. О. Богомольця) на посаду асистента кафедри хірургії стоматологічного факультету. Лисенко працював у цьому навчальному закладі протягом 10 років, спочатку на посаді асистента, потім — доцента. 
У 1999 році Лисенко здобув вчене звання доцента. 
У 2008 році Віктор Миколайович перейшов до Київської обласної клінічної лікарні на посаду директора Центру загальної, малоінвазивної та ендокринної хірургії. Посаду йому запропонував тодішній головний лікар лікарні Микола Львович Анкін (зараз — професор, завідувач кафедри травматології).
У 2010 році влаштувався на роботу до Ірпінської центральної міської лікарні. У лікарні містилася законсервована лапараскопічна стійка, на якій тривалий час ніхто не працював. Завдяки консенсусу між адміністрацією та колективом лікарів у межах лікарні вдалося розвинути лапароскопічну хірургію. У 2011 році лікарня отримала сучасну лапароскопічну стійку.

### Наукова діяльність
Лисенко має публікації в наукових журналах, зокрема в наукометричній базі даних Scopus та на платформі Web of Science.  
У 2018 році брав участь у конференції, присвяченій 100-річчю академіка Шалімова. Бере участь в організації та виступає на всеукраїнських та міжнародних наукових конференціях у Києві, Ірпені, Чернігові, Одесі та інших містах України, зокрема присвяченим розвитку баріатричної хірургії.
Влітку 2018 року проходив стажування у професора Мехмета Алі Єрдела в клініці Istanbul Bariatrics (Стамбул, Туреччина).

### Новаторства
У 1998 році Віктор Миколайович, професор Микола Іванович Тутченко та команда фахівців уперше в Україні пересадили печінку. Після років відпрацювання методики з’явилася можливість виконати операцію над печінкою із термінальною стадією цирозу. Микола Тутченко відповідав за етап реципієнта, а Віктор Миколайович — за етап донора. 

### Шлях до баріатричної хірургії
Лисенко почав займатися лапароскопією з 1999-го року. На сьогодні Віктор Миколайович приблизно 95% операцій виконує лапароскопічним методом і лише до 5% операцій — відкритим.  
Віктор Миколайович уже понад 15 років хірургічним шляхом лікує людей, які страждають на морбідне ожиріння та метаболічний синдром. Нині він допомагає пацієнтам із цукровим діабетом другого типу, метаболічним синдромом, гіпертонією та іншими супутніми захворюваннями. Проблема зайвої ваги в суспільстві не є новою: ще 1997 року Всесвітня організація охорони здоров’я оголосила ожиріння епідемією сучасності. За даними ВООЗ, у 2022 році на ожиріння страждала кожна восьма людина у світі. 
Віктор Миколайович дотримується сучасних поглядів на лікування діабету 2 типу, які схвалені міжнародними спільнотами: баріатрія є одним з основних способів лікування діабету та супутніх хвороб, завдяки чому життя пацієнтів вдається подовжити на 15-20 років.

### Центр лікування ожиріння і метаболічних розладів Крестянова М. Ю. та Лисенка В. М.
З Миколою Юхимовичем Крестяновим Лисенко познайомився в Лікарні швидкої допомоги. Далі вони випадково зустрілись уже на території Київської обласної лікарні. Лікарі вирішили на території Бучі розвивати Ірпінську центральну міську лікарню, зокрема заснували на її базі Центр лікування ожиріння і метаболічних розладів Крестянова М. Ю. та Лисенка В. М. 
Центр лікування ожиріння вирішили відкрити приблизно у 2010-му році. Для організації власної медустанови Лисенко та Крестянов витрачали кілька років на теоретично-практичну підготовку: вивчали статистичні дані щодо ефективності баріатричної хірургії, відвідували конференції та інші клініки, які на цьому спеціалізуються. 
Фундаментально лікарі займаються метаболічною хірургією, але також виконують усі типи операцій у черевній порожнині — від гінекології, урології до онкології, а особливо оперують стравохідні грижі. 

## Окупація
24 лютого 2024 року Лисенко зустрів у Києві, утім поїхав до Бучі, до Ірпінської центральної міської лікарні, щоб відвідати прооперованих напередодні баріатричних пацієнтів. Дороги були забиті, оскільки цивільні намагались евакуюватися з Києва та області. Шлях із Печерського району Києва до лікарні в Бучі зайняв понад чотири з половиною години. Віктор Миколайович їхав через Гостомель, де лунали вибухи в районі аеропорту.  
Того самого дня до лікарні надійшли перші поранені. З 24 лютого до 11 березня лікарі прооперували близько сотні пацієнтів, серед яких було і цивільне населення, і військові. Під час окупації одними з найчастіших видів хірургічного втручання були ампутації, зокрема для неповнолітніх пацієнтів. Останньою операцією в окупації був кесарів розтин для породіллі. Останніми днями окупації в лікарні вже не було постійного доступу до води, а електроенергія залишалася лише завдяки генератору. 
В окупації Віктор Миколайович провів три тижні. 11 березня 2024 року Товариство Червоного Хреста України евакуювало лікарів та інших цивільних із Бучі.
Медики повернулися до лікарні вже наприкінці квітня 2022 року, відновили роботу, і вже з травня вже почали оперувати. 

## Особисте життя

### Сім’я
Має дружину, дітей та онуків. 
Дружина Ірина (1961 р. н.) закінчила Київський національний університет імені Тараса Шевченка, за освітою фінансистка. Працювала головною економісткою у Міжнародному фонді «Відродження».
Син — Олександр, дочка — Катерина. Онуки Артем (2007 р. н.) та Дмитро (2009 р. н.).